# Khẩu vị rủi ro
Khẩu vị rủi ro (Risk appetite) là mức độ rủi ro mà một tổ chức sẵn sàng chấp nhận để theo đuổi các mục tiêu của mình, trước khi có hành động được coi là cần thiết để giảm thiểu rủi ro. Tuyên bố khẩu vị rủi ro thể hiện sự cân bằng giữa lợi ích tiềm tàng của sự đổi mới và những mối đe dọa mà sự thay đổi chắc chắn mang lại. Tiêu chuẩn quản lý rủi ro ISO 31000 đề cập đến mức độ chấp nhận rủi ro là "Mức độ và loại rủi ro mà một tổ chức sẵn sàng theo đuổi, duy trì hoặc chấp nhận". Khái niệm này giúp hướng dẫn cách tiếp cận của tổ chức đối với rủi ro và quản lý rủi ro. Hội đồng quản trị thường chịu trách nhiệm tuyên bố khẩu vị rủi ro của doanh nghiệp. Khẩu vị rủi ro được xem là công cụ tương đối quan trọng trong việc ra quyết định hiệu quả và quản lý về hiệu suất của dự án. Tại Vương quốc Anh, Hội đồng Báo cáo Tài chính cho biết: "Hội đồng xác định tính chất và mức độ của những rủi ro đáng kể mà công ty sẵn sàng chấp nhận".

## Đại cương
Trong đầu tư tài chính, nhà đầu tư phải chấp nhận sự xuất hiện của rủi ro song song với những lợi ích mà nó mang lại. Trong đầu tư chứng khoán, mỗi nhà đầu tư sẽ có khẩu vị rủi ro khác nhau và việc xác định khẩu vị rủi ro cũng rất quan trọng. Những việc mang lại lợi nhuận cao thì sẽ đi đôi với mức độ rủi ro cao, ngược lại, việc đầu tư an toàn, bền vững thì sẽ có lợi nhuận thấp. Mức độ phù hợp sẽ phụ thuộc vào tính chất công việc được thực hiện và mục tiêu theo đuổi. Ví dụ, khi an toàn công cộng là rất quan trọng (ví dụ: vận hành một nhà máy điện hạt nhân) thì mức độ mong muốn sẽ có xu hướng thấp, trong khi đối với một dự án đổi mới (ví dụ: phát triển sớm một chương trình máy tính đổi mới) thì mức độ mong muốn có thể rất cao, với sự chấp nhận ngắn hạn với quan điểm rằng thất bại ngắn hạn có thể mở đường cho thành công lâu dài hơn. Dưới đây là ví dụ về các cách tiếp cận rộng rãi để thiết lập khẩu vị rủi ro mà doanh nghiệp có thể áp dụng để đảm bảo phản ứng trước rủi ro tương xứng với mục tiêu kinh doanh của họ:
- Dị ứng và Chống đối (Averse): Tránh rủi ro và sự không chắc chắn là mục tiêu chính của tổ chức.
- Tối thiểu (Minimal): Ưu tiên cho các lựa chọn cực kỳ an toàn, rủi ro thấp và chỉ có khả năng nhận về phần thưởng ít ỏi.
- Thận trọng (Cautious): Ưu tiên các lựa chọn an toàn có mức độ rủi ro thấp và có thể chỉ có tiềm năng thu được lợi nhuận hạn chế.
- Mức độ cởi mở (Open): Sẵn sàng xem xét tất cả các lựa chọn tiềm năng và chọn một phương án có khả năng dẫn đến giao hàng thành công nhất, đồng thời cung cấp mức thưởng và giá trị đồng tiền có thể chấp nhận được.
- Thôi thúc (Hungry): Háo hức đổi mới và lựa chọn các phương án mang lại lợi ích kinh doanh tiềm năng cao hơn, mặc dù rủi ro vốn có lớn hơn.

Khi đầu tư vào thị trường chứng khoán thì khẩu vị rủi ro càng lớn. Việc đo lường chính xác không phải lúc nào cũng có thể thực hiện được và khẩu vị rủi ro đôi khi sẽ được xác định bằng một tuyên bố chung về cách tiếp cận rủi ro. Một tổ chức có thể ưa thích một số loại rủi ro và dị ứng với những loại rủi ro khác, tùy thuộc vào bối cảnh và những tổn thất hoặc lợi ích tiềm ẩn. Tuy nhiên, các biện pháp thường có thể được phát triển cho các loại rủi ro khác nhau. Ví dụ, nó có thể giúp dự án biết được mức độ chậm trễ hoặc tổn thất tài chính mà dự án được phép gánh chịu. Khi tổ chức có các biện pháp tiêu chuẩn để xác định tác động và khả năng xảy ra rủi ro thì điều này có thể được sử dụng để xác định mức rủi ro tối đa có thể chấp nhận được trước khi thực hiện hành động để giảm thiểu rủi ro đó. Phát triển khẩu vị rủi ro là việc nhà quản lý thiết lập các khẩu vị rủi ro cho mục tiêu mà mình cần đạt được. Cụm từ phát triển khẩu vị rủi ro bao hàm ý nghĩa là ta đi nghiên cứu, đi tìm kiếm và cả viễn cảnh có luận lý (logic) về các rủi ro trong công việc. 